# Jeffrey Lewis

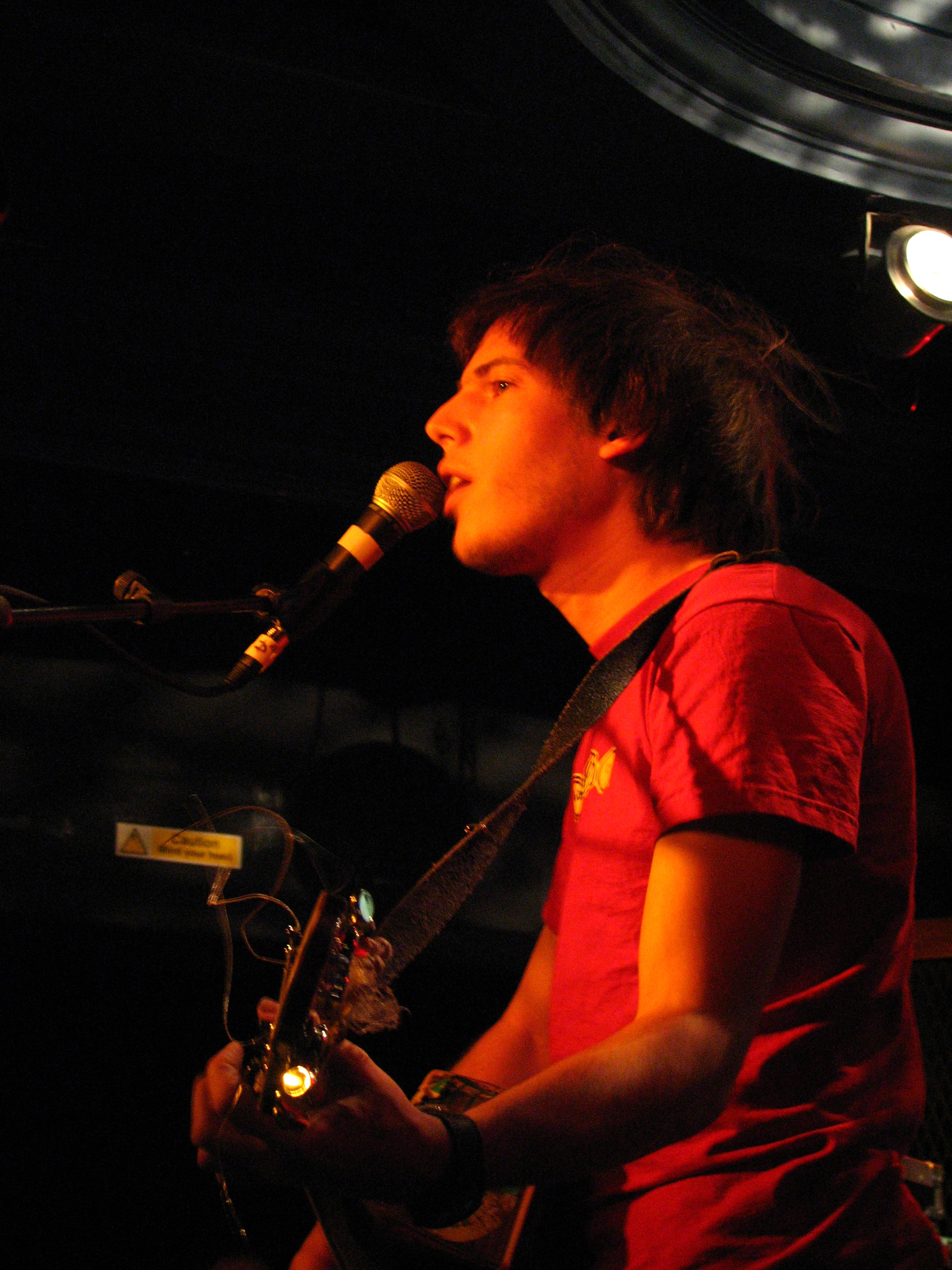
Jeffrey Lewis (2006)

Jeffrey Lewis (* 1975 in New York City) ist ein US-amerikanischer Singer-Songwriter und Comiczeichner. Er wurde als Teil der Anti-Folk-Bewegung bekannt.

## Musikalischer Stil
Jeffrey Lewis’ Stil ist durch die Folk- und Punk-Szene in New York, besonders in Greenwich Village und der Lower East Side bestimmt, auch wenn er sich auch auf andere Quellen wie die britische Band Crass bezieht. Er ist in der Lower East Side von Manhattan aufgewachsen, seine Lieder sind sehr von dieser Umgebung geprägt. Er beschäftigt sich auch mit der Geschichte dieser Musik und gilt als exzellenter Kenner der Geschichte dieser Szene. Er verarbeitet sein Wissen in durchaus (selbst)ironischen Songs wie The Complete History of Punk. Einige seiner musikalischen Einflüsse besingt er in Liedern wie The Chelsea Hotel Oral Sex Song (in Anspielung auf Leonard Cohens Song "Chelsea Hotel #2") und The History of The Fall. Wie bei Cohen so sind auch Lewis Lyrics sehr komplex, oft die Kombination einer depressiven Weltsicht mit der Hoffnung auf eine Besserung, kombiniert mit stechendem Wortwitz.

## Leben
Lewis besuchte das Purchase College und machte 1997 seinen Abschluss. Seine Diplomarbeit schrieb er über Alan Moores Graphic Novel Watchmen.
Nach der Unterzeichnung eines Vertrages beim britischen Musiklabel Rough Trade im Jahre 2001 brachte Lewis dort sein erstes Album The Last Time I Did Acid I Went Insane heraus. Dem folgte 2003 It's The Ones Who've Cracked That The Light Shines Through. City & Eastern Songs wurde im November 2005 in Großbritannien veröffentlicht. Auf diesem Album arbeitete er stark mit seinem Bruder Jack Lewis zusammen, der einige Songs schrieb und sang. Des Weiteren kooperierte Lewis mit Künstlern wie Kimya Dawson von The Moldy Peaches und Diane Cluck. Einige seiner selbstgezeichneten Comics erscheinen in der Cover Art seiner Alben.
2006 unterstützte er Adam Green bei einigen seiner Auftritte, ein Jahr später stand er mit Daniel Johnston, den er auch als Vorbild benennt, und Antifolk-Kollegen Herman Düne auf der Bühne. Im Oktober 2007 erschien 12 Crass Songs. Auf diesem Album interpretiert Jeffrey Lewis 12 Lieder der Anarcho-Punk-Band Crass. Erst vier Jahre später, im Oktober 2011, kam A Turn In The Dream-Songs auf den Markt. Sein siebtes Album unter eigenem Namen bei Rough Trade, Manhattan, brachte er am 30. Oktober 2015 mit seiner Band Jeffrey Lewis & Los Bolts heraus, produziert von John Agnello (Dinosaur Jr.). Los Bolts besteht (wie zuvor The Jrams) aus Heather Wagner (Drums) und Bassist Caitlin Gray sowie Beiträgen von Turner Cody und David Beauchamp. Beim US-Punk-Label Don Giovanni widmete Lewis dem 2010 verstorbenen Tuli Kupferberg ein am 13. April 2018 erschienenes Hommage-Coveralbum, Works By Tuli Kupferberg (1923-2010). Die ebenfalls als künstlerische Mehrfachbegabung, nämlich Musiker, Cartoonist und Poet, hervorgetretene Underground-Legende Kupferberg ist eine Art Vorläufer von Jeffrey Lewis in der Bohème New York Citys und war persönlich mit ihm befreundet.

## Diskografie

### Alben und EPs
- 1997: When Madman Was Good – Version One
- 1998: When Madman Was Good – Version Two
- 1998: Indie-Rock Fortune Cookie
- 1999: Journey to the Center of the Earth
- 2000: The Only Time I Feel Right Is When I’m Drawing Comic Books
- 2000: I Am, Of Course, Glad
- 2001: Kimya Dawson And Jeff Lewis
- 2001: Songs From Austin
- 2001: Diane Cluck And Jeffrey Lewis
- 2001: The Last Time I Did Acid I Went Insane (Rough Trade)
- 2002: Guitar Situations: Musical Conduct
- 2002: AntiFolk Collaborations Volume 1
- 2003: It’s the Ones Who’ve Cracked That the Light Shines Through (Rough Trade)
- 2004: Jeffrey Lewis „Four Seasons“ Box Set
- 2005: City and Eastern Songs (Jeffrey & Jack Lewis) (Rough Trade)
- 2005: Gas Money EP (split with Schwervon!)
- 2006: Tapes From The Crypt
- 2007: 12 Crass Songs (Rough Trade)
- 2008: City and Eastern Tapes
- 2009: ’Em Are I (Jeffrey Lewis & the Junkyard) (Rough Trade)
- 2010: The Bundles (K Records)
- 2011: Come On Board (Peter Stampfel & Jeffrey Lewis)
- 2011: A Turn In The Dream-Songs (Rough Trade)
- 2013: Hey Hey it’s… The Jeffrey Lewis & Peter Stampfel Band
- 2014: Jeffrey Lewis & The Jrams
- 2015: (Jeffrey Lewis & Los Bolts:) Manhattan (Rough Trade)
- 2018: Works By Tuli Kupferberg (1923–2010) (Don Giovanni)
- 2025: The Even More Freewheelin' Jeffrey Lewis (Blang/Cargo)

## Comics
Lewis zweiter kreativer Output ist das Zeichnen von Comics. Als Vorbilder benennt er u. a. Dan Clowes, Rick Veitch, Alan Moore, Jack Kirby und Klassiker wie Robert Crumb. Er hat seine eigene Comicserie unter den Namen Fuff (vorher Guff) veröffentlicht.